# Edgar Allan Poe
Edgar Allan Poe (født 19. januar 1809, død 7. oktober 1849) var en amerikansk digter, skribent, redaktør, anmelder og den førende forfatter i den amerikanske romantik. Han er bedst kendt for sine fortællinger om det makabre og var en af de første amerikanere, der eksperimenterede med novelleformen. 
Poe regnes som foregangsmand til den moderne kriminalgåde med sin novelle Dobbeltmordet i Rue Morgue (The Murders in the Rue Morgue). Han har også fået æren for at bidrage til udviklingen af science fiction. Han interesserede sig også for kryptologi, og hans novelle Guldbillen (The Gold-Bug) indeholder et klassisk eksempel på kryptoanalyse. Han har blandt andet skrevet digtene Dream-land, The Raven, Annabel Lee og An Enigma. Flere af digtene kredser om en mands besættelse af en død kvinde. Poe døde i en alder af 40 år, og årsagen til hans død er usikker.

## Poes opvækst og liv
Edgar Poes familie var af skotsk-irsk oprindelse og boede i Boston i Massachusetts, da han blev født. Både moderen Elizabeth Arnold Hopkins Poe og faderen David Poe, Jr. var skuespillere. Edgar var midt i en søskendeflok på tre: storebror, William Henry Leonard Poe, og lillesøster, Rosalie Poe.
Faderen forlod af ukendte årsager familien i 1810 og forsvandt ud af Poes liv for altid; moderen døde året efter måske af lungebetændelse eller tuberkulose. Faderen døde næsten samtidigt også af ukendte årsager. Edgar blev adopteret af Frances Keeling Valentine Allan og hendes mand, den velhavende tobakshandler John Allan fra Richmond i Virginia. Selv om Allan aldrig adopterede Poe, antog Edgar hans efternavn den 7. januar 1812, hvor blev han omdøbt til Edgar Allan Poe.
Lillesøsteren hed Rosalie Mackenzie Poe (december, 1810-1874). Hun fik sit mellemnavn fra sine plejeforældre, William Mackenzie og hans kone, som tog hende til sig i 1812.). Hun var både mentalt og fysisk underudviklet, men var gennem hele livet en støtte for sin bror.
Familien rejste i 1815 til England, hvor Poe gik i skole i Irvine i Skotland for i 1816 at tage med familien til London. Her gik han på kostskole i Chelsea, "the boarding school of the Misses Dubourg". Han lærte geografi, retstavning og katekismus. I sommeren 1817 begyndte han på John Bransby’s Manor House School ved Stoke Newington (en forstad seks km nord for London). Her lærte han dans og vist også latin.
I 1820 flyttede familien tilbage til Richmond, og Poe blev i 1826 indskrevet ved University of Virginia efter at have stået i lære i Pawtucket. Året efter blev han bortvist og samtidigt udstødt af familien på grund af en spillegæld, han havde stiftet for få flere flere penge til fornøjelser. Nu rejste han i april 1827 alene til Boston og tog navnet Henri Le Rennet. Samme år udgav han sin første bog under navnet 'a Bostonian' (en bostonborger). Bogen var Tamerlane and Other Poems med digtet The Lake - to --, som han skrev i England i en alder af 12.
Poe havde store økonomiske problemer og meldte sig den 26. maj 1827 til den amerikanske hær for at få et hjem. Han gjorde tjeneste som Edgar A. Perry ved Fort Independence på havnen i Boston. Efter to år blev han 'sergeant major', men han trivedes ikke og ved hjælp fra sin plejefar, forlod han hæren den 15. april 1829. Han flyttede til Baltimore i Maryland til sin tante Maria Clemm, som nu var enke, og boede sammen med hans kusine Virginia Eliza Clemm og hans bror, Henry. I 1829 døde Poes plejemor, og efter hendes ønske genoptog plejefaderen kontakten med ham og betalte for at få ham ind på West Point. I 1829 skrev Poe sin anden bog, Al Aaraaf Tamerlane and Minor Poems.
Opholdet på West Point havde ikke den effekt, som plejefaderen havde håbet, og efter et halvt år blev Poe smidt ud af hæren på grund af lydighedsnægtelse. Der var stadig stridigheder mellem Poe og hans plejefar, og forbindelsen blev afbrudt for altid, da Allan giftede sig igen. Efter bruddet rejste Poe i februar 1831 til New York, hvor han udgav sin tredje bog, 'Poems, Second Edition.
I marts 1831 kom han tilbage til Baltimore for at bo hos tanten. I august døde broderen af tuberkulose. Poe begyndte på sit eneste teaterstykke, Politian. Hans novelle Manuskript, fundet i en flaske (Ms. Found in a Bottle) vandt i oktober 1833 førstepræmien i en konkurrence i bostonavisen The Saturday Visitor. Det åbnede døren til bladverdenen, og en betydningsfuld borger i Baltimore John P. Kennedy hjalp Poe med andre udgivelser og introducerede ham for Thomas W. White, redaktør af avisen the Southern Literary Messenger i Richmond. Poe blev Whites assistent i juli 1835, men blev fyret få uger efter, da han have røbet sit alkoholmisbrug.
Hjemme i Baltimore giftede han sig den 22. september 1835 hemmeligt med sin kusine Virginia på 13. White genansatte Poe, der havde lovet bod og bedring, og Poe kom til Richmond med kone og svigermor. Der blev de til januar 1837. Avisen nød stor fremgang, og Poe fik trykt digte, bøger, anmeldelser og fortællinger. Den 16. maj 1836 indgik han lovformeligt ægteskab med Virginia.
Poe udgav sin første og eneste roman, The Narrative of Arthur Gordon Pym, i 1838. Den blev flittigt læst og anmeldt. I sommeren 1839 hjalp Poe redaktøren ved magasinet Burton's Gentleman's Magazine og skrev en lang række artikler, fortælinger og anmeldelser, der bidrog til hans ry som kritisk anmelder. Samme år kom hans novellesamling Tales of the Grotesque and Arabesque i to bind. De blev ikke indbringende for Poe, men en milepæl i amerikansk litteraturhistorie med novellerne The Fall of the House of Usher, Manuskript, fundet i en flaske, Berenice, Ligeia og William Wilson. Poe forlod Burton's efter et år til fordel for en stilling ved Graham's Magazine.
Virginia blev om aftenen den 20. januar 1842 ramt af indre blødninger, mens hun spillede klaver og sang. Hun kom sig aldrig over det. Poe begyndte at drikke endnu mere. Han forlod Graham's for at få en ny stilling. Han vendte tilbage til New York, hvor han kortvarigt arbejdede for the Evening Mirror og endte som redaktør af the Broadway Journal. Der kom han i strid med digteren Henry Wadsworth Longfellow. Den 29. januar 1845 blev hans digt Ravnen (The Raven) trykt i the Evening Mirror og vandt stor popularitet. Det blev igen trykt i digtsamlingen Ravnen og andre digte (The Raven and Other Poems) sammen med nogle af Poes tidligere digte.
Da the Broadway Journal lukkede i 1846, flyttede Poe og Virginia til New York, hvor de boede i the Fordham section i Bronx. I New York brugte Poe megen tid i selskab med Jesuiterordenen ved Fordham University. Universitetets klokketårn inspirerede ham til digtet The Bells. I 1847 døde Virginia af tuberkulose. Huset, hvor hun døde, er i dag kendt som "the Edgar Allan Poe Cottage". Efter hendes død gjorde Poe – stadig mere oprevet – tilnærmelser til digterinden Sarah Helen Whitman, som boede i Providence på Rhode Island. Forlovelsen gik i stykker på grund af Poes druk og ustyrlige opførsel. Poe vendte tilbage til Richmond, hvor han indledte et forhold til en gammel skolekæreste, Sarah Elmira Royster, som var blevet enke. Han døde efter at været forsvundet i en uges tid under uopklarede omstændigheder på et hospital i Baltimore i 1849.

### Poe på dansk
- Arthur Gordon Pyms eventyr & Heureka (2009), Forlaget Klim, oversat af Hans-Jørgen Birkmose
- Samlede fortællinger 1-2 (2007), Forlaget Klim, oversat af Hans-Jørgen Birkmose
- Guldbillen og andre hemmelighedsfulde fortællinger (1941) oversat af Otto Rung. Indeholder: Guldbillen, Dobbeltmordet i Rue Morgue, Den røde døds maske, Brillerne, Hjertet der røbede, Den aflange kasse, William Wilson, "Du er manden", Det ranede brev, Ned gennem malstrømmen og Det ovale portræt.
- Mordene paa Rue Morgue (????) oversat af Jørgen Max Jørgensen. Indeholder Mordene på Rue Morgue, Det stjålne brev, Den sorte kat, Brønden og pendulet, Et fad Amontilado, Det ovale portræt, Springfrø, Den røde døds maske, Sfinksen, Hjertet der forrådte og Berenice.

## Faglitteratur på dansk
- Erik A. Nielsen: Fortolkningens veje – et lærestykke om Edgar Allan Poe (Gyldendal, 1978)
- Walter Lenning: Portrætserien, nr 1: Edgar Allan Poe (Rosenkilde og Bagger, 1978)
- Benny Rysz: Poe på video (Tracking nr. 2, 1984)
- Henning Goldbæk: Grænsens filosofi – rationalitet og utopi hos Edgar Allan Poe (Akademisk Forlag, 1991)
- Christian Kock: Professionel litteraturlæsning – 11 vinkler på Edgar Allan Poes "Berenice" (Københavns Universitet, Engelsk Institut, 1996)
- P.J. Snare: Fra Poe til Watson (Sherlock Holmes Museet, 2002)
- Sanna Maria Klein: Åbenbaring ad hypnotisk vej – en tematisk undersøgelse af mesmerisme i Edgar Allan Poes fortællinger (Syddansk Universitet, 2008)